# Lucien Daudet
Pour les articles homonymes, voir Daudet.
Marie Alphonse Jules Lucien Daudet, né le 9 juin 1878 dans le 3e arrondissement de Paris, ville où il est mort le 16 novembre 1946 à son domicile du 7e arrondissement, est un écrivain et peintre français, fils du romancier Alphonse Daudet.

## Biographie

### Famille et formation

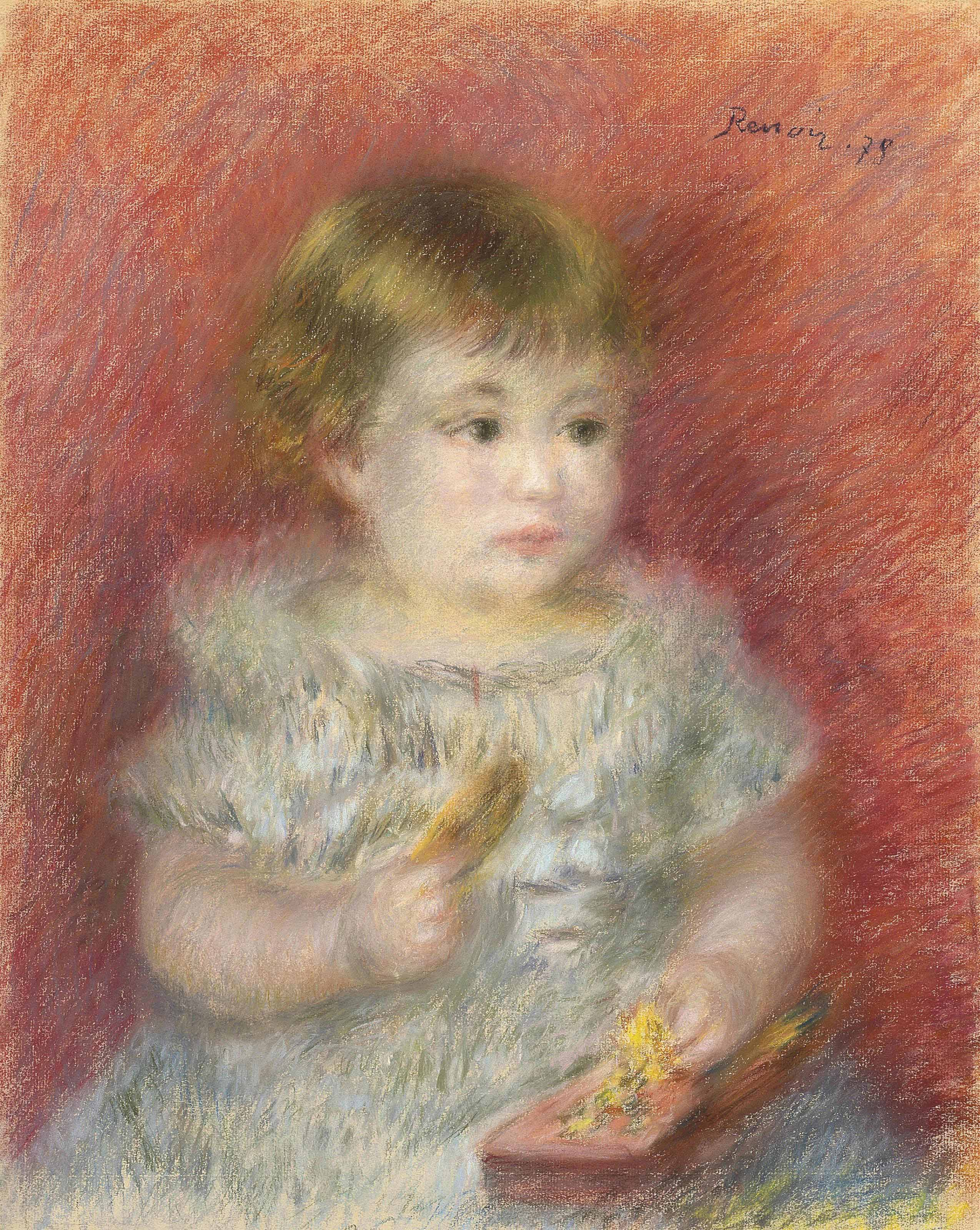
Portrait de Lucien Daudet, enfant (1878), par Auguste Renoir.

La famille Daudet était composée d'Alphonse, le père (1840–1897), Julia Allard, la mère (1847–1940), Léon, le fils aîné (1867–1942), Lucien (1878–1946), Edmée (1886-1937). Tout le monde dans la famille écrivait : père, mère, frère, sœur, belle-sœur (Marthe Allard sous le pseudonyme de « Pampille ») et oncle (Ernest Daudet). 
Entre octobre 1887 et le début 1889, il a pour précepteur Louis-Pilate de Brinn’Gaubast.

### Jeunes années
Jules Renard écrit dans son Journal, le 2 mars 1895 : 

« Un beau garçon, frisé, lingé, pommadé, peint et poudré, qui parle avec une toute petite voix de poche de gilet. »

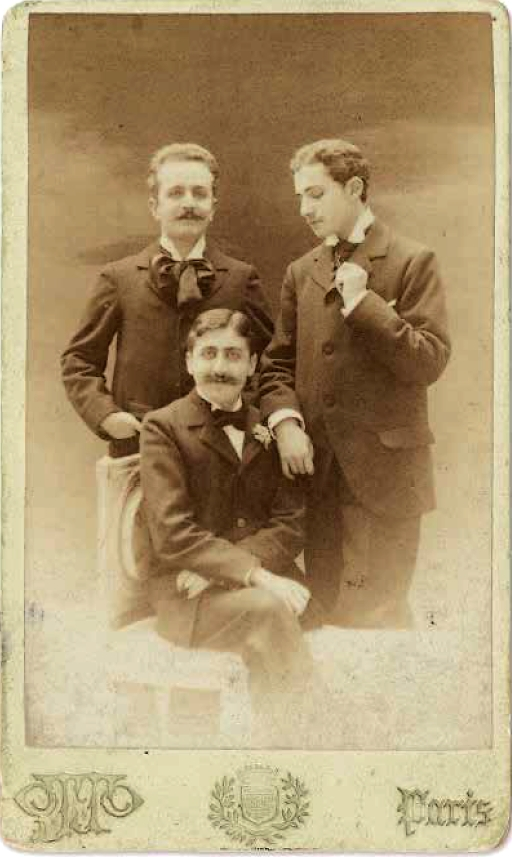
De gauche à droite : Robert de Flers, Marcel Proust (assis) et Lucien Daudet, vers 1896.

Jeune homme cultivé, « très beau, très élégant, mince et frêle, au visage tendre et un peu efféminé », selon Jean-Yves Tadié, il mène une vie mondaine qui lui fait rencontrer Marcel Proust, d'abord aux jeudis de sa mère, Mme Daudet. Ils ont ensemble une liaison au moins sentimentale, que révèle Jean Lorrain dans sa chronique du Journal. C’est pour cette indiscrétion que Proust et Lorrain se battent en duel en 1897.
Il est également l’ami de Jean Cocteau.

### Écriture et peinture
Lucien Daudet publia une quinzaine d’ouvrages. Admirateur fidèle jusqu'à ses derniers jours de l'impératrice Eugénie, qu'il avait connue par l'intermédiaire de la nièce de celle-ci, la marquise de Casa Fuerte, il est aujourd’hui surtout connu pour ses biographies de l'impératrice.
Il était aussi peintre. Après avoir pris des cours à l’académie Julian, il fut l’élève de James Whistler ; il fait une exposition à la galerie Bernheim-Jeune en 1906. Ses tableaux ne sont plus connus que par des allusions littéraires (correspondance de Proust, catalogue d'Anna de Noailles). On note sa participation, en 1907, au Salon d'Automne, où il expose un portrait, et à la Société nationale des beaux-arts. Il est également, dans les dernières années de sa vie, l'ami du peintre Léon Gard, qui exécute son portrait en 1941.
Mais, toute sa vie, il fut écrasé par son père en littérature (« Je suis le fils d’un homme dont la célébrité et le talent comptent pour plusieurs générations, je reste sous son ombre »), et par Whistler en peinture (« Il m’a donné un certain goût en peinture, mais m’a donné en même temps un très grand mépris pour ce qui n’est pas de premier ordre… et j’applique ce mépris à ce que je fais »).

### Mariage
Vers la fin de sa vie, en 1943, il épouse Marie-Thérèse, sœur cadette de Pierre Benoit. Celle-ci est morte en 1974.

## Œuvres
- Le Chemin mort, 1908 ; rééd. avec une préface et des annotations de Patrick Dubuis, L'Écritoire, 2023
- La Fourmilière, 1909
- Le Prince des cravates, 1910 ; rééd. éditions de la Table ronde, coll. « La Petite Vermillon », 2016
- L’Impératrice Eugénie, Fayard, 1911
- La Dimension nouvelle, Georges Crès & Cie, 1919
- Calendrier, éditions de La Sirène, 1922
- L'Âge de raison, Flammarion, 1923
- L’Inconnue, Flammarion, 1923
- Autour de 60 lettres de Marcel Proust, 1928
- Dans l’ombre de l’impératrice Eugénie, Gallimard, 1935
- Vie d’Alphonse Daudet, 1941

### Théâtre
- Le Paradis perdu, pièce en 3 actes de Lucien Daudet et Édouard Ferras, Théâtre des Mathurins, 5 novembre 1926